# Tatiana Weston-Webb
Tatiana Guimarães Weston-Webb dos Santos (* 9. Mai 1996 in Porto Alegre) ist eine brasilianische Surferin.

## Biografie
Tatiana Weston-Webbs Vater wurde in England geboren und wanderte nach Kauaʻi, Hawaii aus. Dort lernte er die Bodyboarderin Tanira Guimarães aus Brasilien kennen. Das Paar zog nach Brasilien, wo Tatiana Weston-Webb 1996 in Porto Alegre geboren wurde.
Bereits zwei Monate nach ihrer Geburt kehrte die Familie jedoch wieder nach Kauaʻi zurück. Im Alter von 8 Jahren begann Tatiana Weston-Webb, inspiriert durch ihren Bruder Troy, mit dem Surfen.
Im Jahre 2011 spielte sie im Film Soul Surfer das Stunt-Double von Bethany Hamilton.
Drei Jahre später debütierte Weston-Webb bei der World Surf League. 2016 sicherte sie sich mit dem Gewinn der US Open in Huntington Beach ihren ersten Sieg bei der World Surf League. 2019 gewann Weston-Webb mit der brasilianischen Mannschaft bei den ISA World Surfing Games den Weltmeistertitel. Durch weitere gute Leistungen in der World Surf League qualifizierte sich zudem für die Olympischen Sommerspiele 2020. Aufgrund der COVID-19-Pandemie wurden die Olympischen Spiele in Tokio um ein Jahr verschoben. Bei der olympischen Premiere am Tsurigasaki Surfing Beach belegte sie im Shortboardwettkampf den neunten Platz. Mit dem zweiten Platz in der Gesamtwertung der World Surf League 2021 erzielte sie zudem ihre beste Platzierung.
2023 konnte Tatiana Weston-Webb sowohl bei den ISA World Surfing Games und bei den Panamerikanischen Spielen die Goldmedaille gewinnen. Des Weiteren konnte sie sich durch gute Leistungen bei der World Surf League 2023 erneut für die Olympischen Sommerspiele 2024 qualifizieren. Dort gewann sie beim Wettbewerb vor der Küste von Tahiti die Silbermedaille.